# Sevgi Çınar
Sevgi Çınar (1994. január 15. –) török női labdarúgó, a Beylerbeyi csapatának támadója.

## Pályafutása

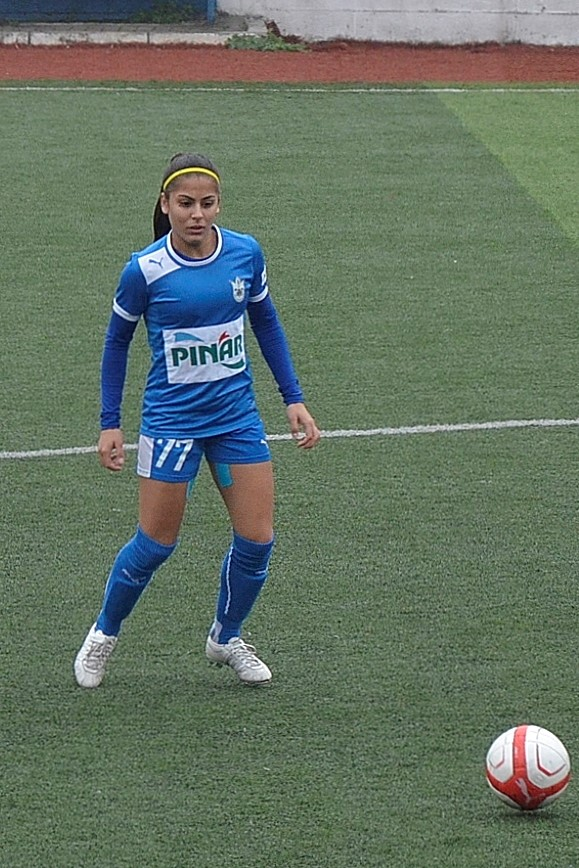
A Konak Belediyespor színeiben 2014-ben

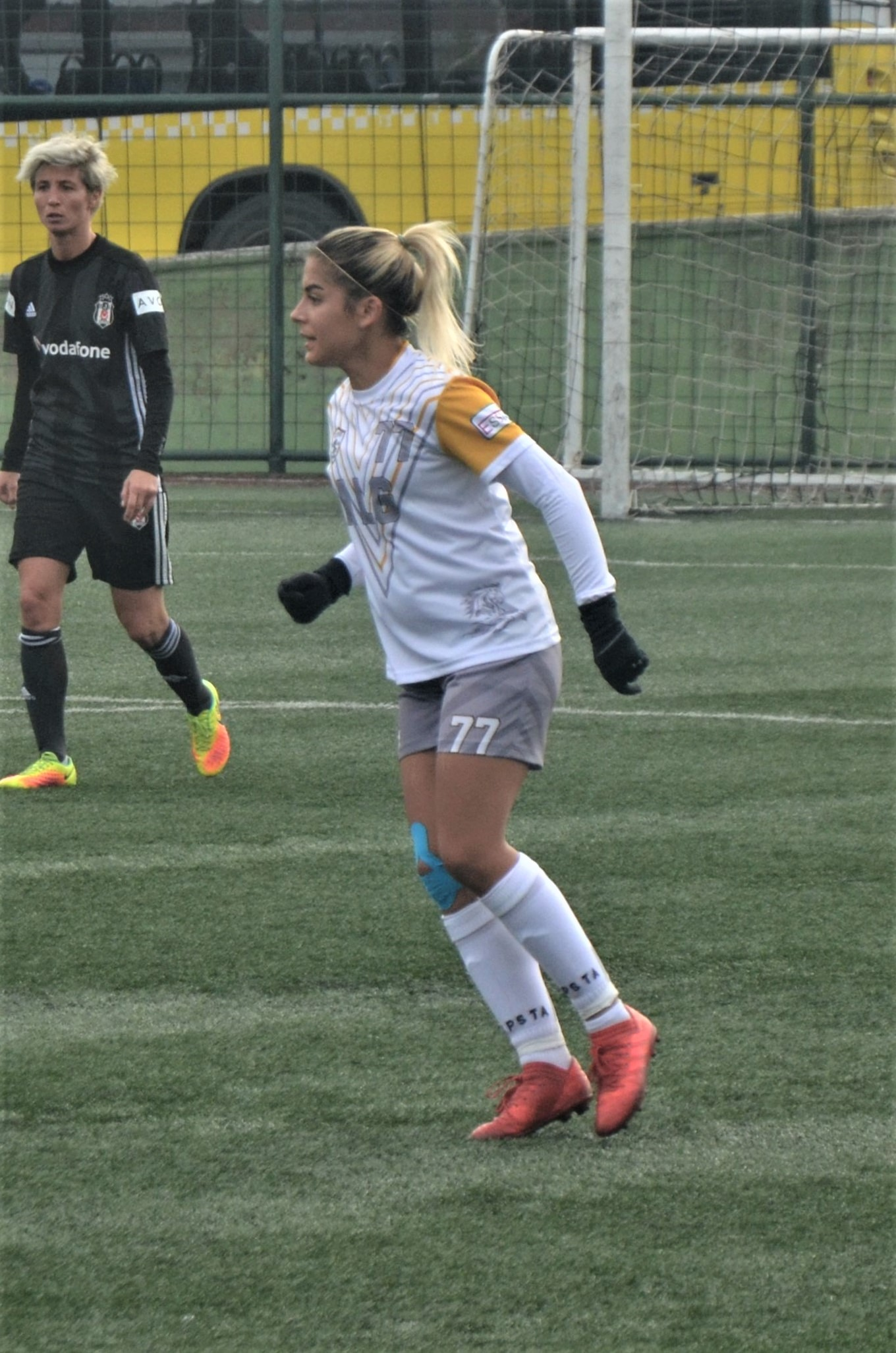
Çınar az ALG Spornál 2018-ban

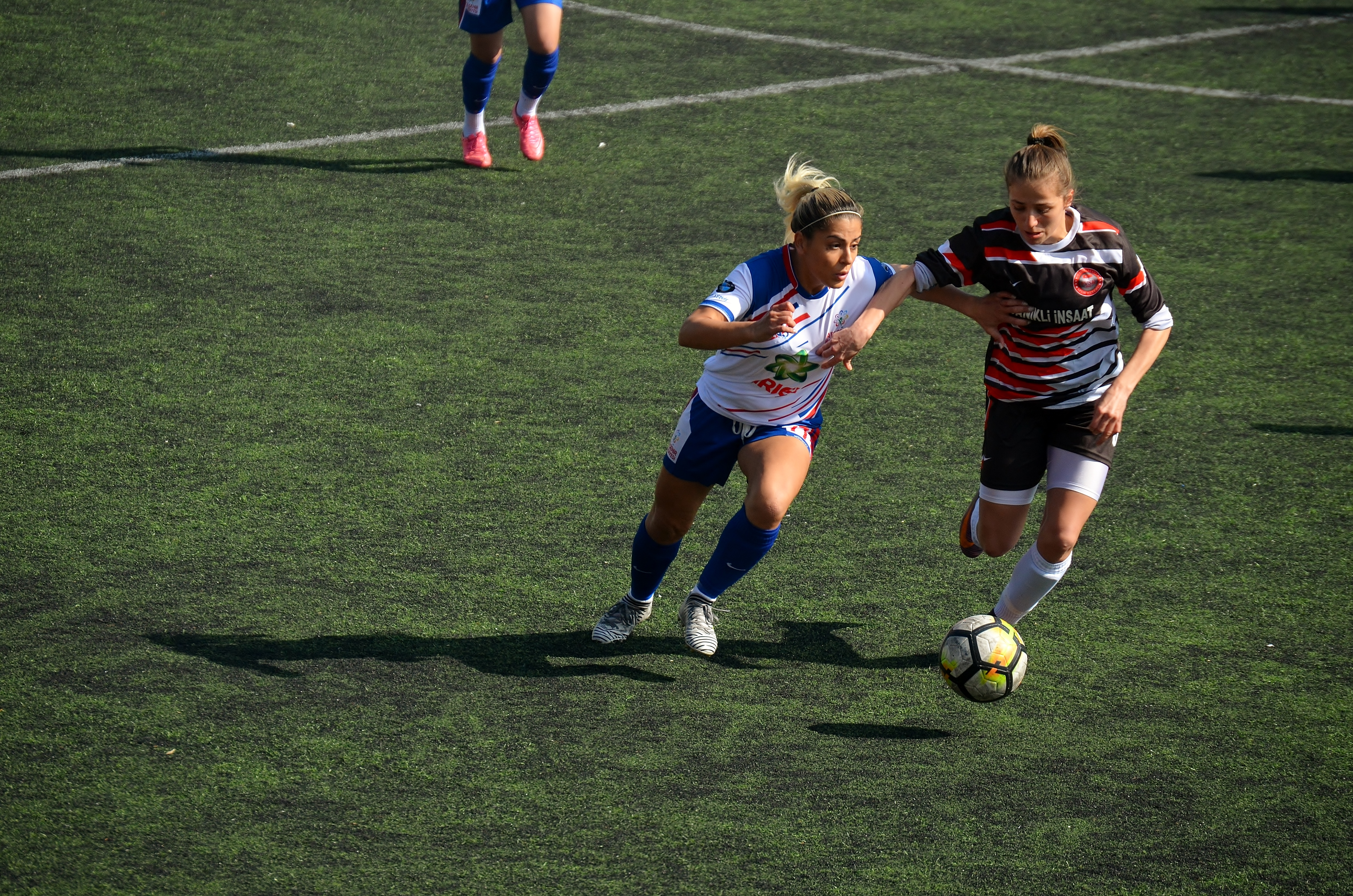
Akcióban az Ataşehirnél 2018-ban

A labdarúgást elmondása szerint már korai gyermekkorában megszerette, miután szintén labdarúgó édesapját több alkalommal is elkísérte mérkőzéseire. Bár tehetsége hamar megmutatkozott, pályája elején csak az édesapja állt mellette. Végül elhivatottsága és eredményei révén édesanyja támogatását is sikerült elnyernie.
Az Adana İdman Yurdu gárdájánál kezdett focizni és az itt töltött négy szezonja folyamán a másodosztályban és az élvonalban is szerepelt, a 2010–11-es pontvadászatban pedig a gólkirálynői címet is megszerezte 26 találatával. A pályát szinte alig hagyta el szerzett gól nélkül és 85 meccsen 79 találatot jegyzett fel, mellyel komoly érdeklődést váltott ki a török liga csapatainál.
2012 januárjában elfogadta a Konak Belediyespor ajánlatát és együttesével már az első szezonjában bejutottak a bajnoki rájátszásba. A 2012–13-as idénytől csapata dominált a ligában és egymásután öt alkalommal szerezte meg a bajnoki címet, 2016–17-ben pedig második alkalommal lett a bajnokság legeredményesebb játékosa 19 találatával.
Góllal mutatkozott be a Bajnokok Ligájának 2013–14-es kiírásában, ahol a legjobb 16-ig meneteltek.
2017-ben egy szezont töltött a Ataşehir Belediyespornál. Az isztambuli együttessel megtörték a Konak hegemóniáját és újabb bajnoki címmel gazdagodott, de a következő idényét már az ALG Spor színeiben kezdte, ahol 12 gólt szerzett a bajnokság 16 mérkőzésén, jelentős szerepet vállalva csapata második helyezésében.
A Beşiktaş 2019-ben csábította magához és hároméves kontraktust írt alá. Első évében korábbi csapata az ALG Spor taszította le a trónról együttesét, így ezüstérmet szerzett a "Fekete Sasokkal". A 2020–21-es kiírást keresztszalag szakadás miatt kényszerült kihagyni, sérüléséből felépülve pedig első barátságos találkozóján kiújultak térdproblémái és a következő szezonban sem tudott csapata rendelkezésére állni.
2023 augusztusában leszerződött a Beylerbeyi gárdájához.

## A válogatottban

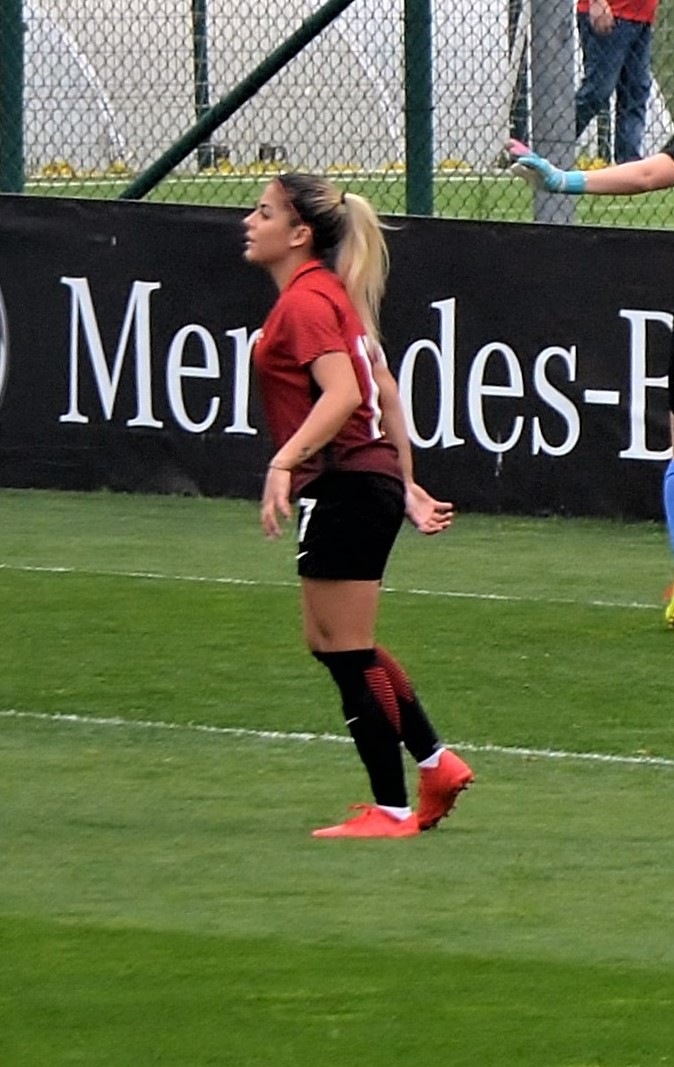
2018-ban a válogatott mezében

Anglia ellen mutatkozott be 2013. szeptember 26-án a válogatottban egy világbajnoki selejtező mérkőzésen.

## Magánélete
Az izmiri Dokuz Eylül Egyetemen diplomázott testnevelésből. Pályafutása mellett tanárként is dolgozott Elbistanban.

## Sikerei

### Klubcsapatokban
Török bajnok (6):
- Konak Belediyespor (5): 2012–13, 2013–14, 2014–15, 2015–16, 2016–17
- Ataşehir Belediyespor (1): 2017–18

### Egyéni
- Török gólkirálynő (2): 2010–11 (26 gól), 2016–17 (24 gól)

## Statisztikái

### Klubcsapatokban
2024. március 17-ével bezárólag
| Klub                  | Szezon           | Bajnokság        | Bajnokság | Bajnokság | Kupa  | Kupa | Nemzetközi | Nemzetközi | Össz. | Össz. |
| Klub                  | Szezon           | Osztály          | Mérk.     | Gól       | Mérk. | Gól  | Mérk.      | Gól        | Mérk. | Gól   |
| --------------------- | ---------------- | ---------------- | --------- | --------- | ----- | ---- | ---------- | ---------- | ----- | ----- |
| Adana İdman Yurdu     | 2008–09          | 2. Ligi          | 8         | 16        | 3     | 5    | 0          | 0          | 11    | 21    |
| Adana İdman Yurdu     | 2009–10          | 1. Ligi          | 16        | 9         | 9     | 9    | 0          | 0          | 25    | 18    |
| Adana İdman Yurdu     | 2010–11          | 1. Ligi          | 22        | 26        | 15    | 7    | 0          | 0          | 37    | 33    |
| Adana İdman Yurdu     | 2011–12          | 1. Ligi          | 5         | 4         | 7     | 3    | 0          | 0          | 12    | 6     |
| Adana İdman Yurdu     | Összesen         | Összesen         | 51        | 55        | 34    | 24   | 0          | 0          | 85    | 79    |
| Konak Belediyespor    | 2011–12          | 1. Ligi          | 10        | 4         | 0     | 0    | 0          | 0          | 10    | 4     |
| Konak Belediyespor    | 2012–13          | 1. Ligi          | 17        | 3         | 7     | 1    | 0          | 0          | 24    | 4     |
| Konak Belediyespor    | 2013–14          | 1. Ligi          | 11        | 8         | 5     | 1    | 7          | 2          | 23    | 11    |
| Konak Belediyespor    | 2014–15          | 1. Ligi          | 3         | 5         | 2     | 0    | 0          | 0          | 5     | 5     |
| Konak Belediyespor    | 2015–16          | 1. Ligi          | 16        | 12        | 0     | 0    | 3          | 1          | 19    | 13    |
| Konak Belediyespor    | 2016–17          | 1. Ligi          | 22        | 24        | 6     | 2    | 3          | 1          | 31    | 27    |
| Konak Belediyespor    | 2017–18          | 1. Ligi          | 0         | 0         | 0     | 0    | 3          | 3          | 3     | 3     |
| Konak Belediyespor    | Összesen         | Összesen         | 79        | 56        | 20    | 4    | 16         | 7          | 115   | 67    |
| Ataşehir Belediyespor | 2017–18          | 1. Ligi          | 17        | 9         | 3     | 0    | 0          | 0          | 20    | 9     |
| Ataşehir Belediyespor | 2018–19          | 1. Ligi          | 0         | 0         | 0     | 0    | 3          | 1          | 3     | 1     |
| Ataşehir Belediyespor | Összesen         | Összesen         | 17        | 9         | 3     | 0    | 3          | 1          | 23    | 10    |
| ALG Spor              | 2018–19          | 1. Ligi          | 15        | 12        | 5     | 0    | 0          | 0          | 20    | 12    |
| ALG Spor              | Összesen         | Összesen         | 15        | 12        | 5     | 0    | 0          | 0          | 20    | 12    |
| Beşiktaş              | 2019–20          | 1. Ligi          | 12        | 7         | 3     | 0    | 3          | 1          | 18    | 8     |
| Beşiktaş              | 2020–21          | 1. Ligi          | 0         | 0         | 3     | 0    |            | 0          | 3     | 0     |
| Beşiktaş              | 2021–22          | Süper Ligi       | 0         | 0         | 0     | 0    | 0          | 0          | 0     | 0     |
| Beşiktaş              | 2022–23          | Süper Ligi       | 15        | 1         | 0     | 0    | 0          | 0          | 15    | 1     |
| Beşiktaş              | Összesen         | Összesen         | 27        | 8         | 6     | 0    | 3          | 1          | 36    | 9     |
| Beylerbeyi            | 2023–24          | Süper Ligi       | 22        | 4         | 0     | 0    | 0          | 0          | 22    | 4     |
| Beylerbeyi            | Összesen         | Összesen         | 22        | 4         | 0     | 0    | 0          | 0          | 22    | 4     |
| Karrier összesen      | Karrier összesen | Karrier összesen | 211       | 144       | 68    | 28   | 22         | 9          | 301   | 181   |

## A válogatottban
2020. október 27-el bezárólag
| Válogatott  | Szezon   | Mérk. | Gól |
| ----------- | -------- | ----- | --- |
| Törökország |          |       |     |
| 2013        | 3        | 1     |     |
| 2014        | 2        | 0     |     |
| 2015        | 2        | 0     |     |
| 2017        | 7        | 2     |     |
| 2018        | 4        | 0     |     |
| 2019        | 5        | 0     |     |
| 2020        | 4        | 0     |     |
| Összesen    | Összesen | 27    | 3   |

| Törökország színeiben szerzett góljai | Törökország színeiben szerzett góljai | Törökország színeiben szerzett góljai | Törökország színeiben szerzett góljai | Törökország színeiben szerzett góljai | Törökország színeiben szerzett góljai | Törökország színeiben szerzett góljai | Törökország színeiben szerzett góljai |
| ------------------------------------- | ------------------------------------- | ------------------------------------- | ------------------------------------- | ------------------------------------- | ------------------------------------- | ------------------------------------- | ------------------------------------- |
|                                       |                                       |                                       |                                       |                                       |                                       |                                       |                                       |
| Gól                                   | Dátum                                 | Helyszín                              | Ellenfél                              | Találat                               | Eredmény                              | Esemény                               | Forrás                                |
| 1                                     | 2013. november 28.                    | Yeni Buca Stadion, İzmir              | Montenegró                            | 1–0                                   | 3–1                                   | 2015-ös vb-selejtező                  | [ 13 ]                                |
| 2                                     | 2017. március 5.                      | Gold City Stadion, Antalya            | Koszovó                               | 1–0                                   | 4–2                                   | Török-kupa                            | [ 14 ]                                |
| 3                                     | 2017. március 5.                      | Gold City Stadion, Antalya            | Koszovó                               | 3–2                                   |                                       | Török-kupa                            | [ 14 ]                                |